# Confraria de l'Arca de l'Esperit Sant
La Confraria de l'Arca o Confraria de l'Arca de l'Esperit Sant, coneguda com a Confraria de l'Esperit Sant, és una confraria laica dedicada a les obres caritatives, fundada cap al 1180 per Guiu de Montpeller com a associació de laics simpatitzants de l'obra de l'Orde dels Hospitalers de l'Esperit Sant que fundà simultàniament, per donar assistència i ajut a pobres, malalts i orfes de la ciutat de Montpeller. Desapareguda amb l'orde durant els segles xviii i xix, avui continuen la seva tasca diverses congregacions i associacions pies locals que en deriven de les confraries que hi havia, mantenint-ne la denominació de Confraria del Sant Esperit.

## Història
El creixement demogràfic a Europa al segle xii va tenir conseqüències socials, especialment a les ciutats, on l'increment fou major i la mateixa ciutat no podia acollir ni donar aixopluc a les persones que hi anaven des del camp. Començà a haver-hi sectors marginals de persones sense recursos, que no tenien cap mena d'ajut fora de la donada per institucions religioses. Això donà lloc a la fundació d'entitats particulars, com les confraries, que tenien entre els seus objectius l'assistència a aquestes necessitats. En aquest context, Guiu de Montpeller fundà alhora l'orde i la confraria del Sant Esperit, per atendre els necessitats de Montpeller i ajudar el manteniment de l'hospital d'aquesta ciutat. A partir d'aquí, l'orde es difongué per tot Europa, com també el model de tasca hospitalària.
La confraria fou fundada entre 1180 i 1195, en el mateix moment que l'orde i fou confirmada pels papes Eugeni IV (1446), Sixt IV (1478) i Juli III. Era formada per laics, homes i dones, que no feien vots religiosos, però que es comprometien a donar suport a la tasca dels religiosos, ja fos ajudant ells mateixos en les tasques encomanades (visites a malalts o a l'hospital, o ajuts a persones concretes) ja fos contribuint amb recursos o cercant nous suports i ingressos per al manteniment dels hospitals. L'existència de la confraria faria que la influència i la possibilitat d'obtenir recursos de l'orde fos major, i feia possible que molta gent, que voldria col·laborar-hi sense haver de fer vots, pogués fer-ho. Fou l'associació laica d'aquest tipus més antiga d'Europa.
Els requeriments d'entrada eren que el candidat tingués una vida cristiana i honrada, una petita donació per a sostenir l'orde i una quota anual amb el mateix objectiu, adaptada als mitjans del nou membre. En ingressar a la confraria, els candidats es presentaven al capítol de l'orde i es comprometien a "la participació en totes les nostres pregàries i al mèrit de les nostres obres de caritat"
La confraria, diferenciada de l'orde, ja se cita a la butlla d'Innocenci III d'erecció de Santo Spirito in Sassia, de 1204, i com a entitat en ple funcionament a Roma i en altres llocs. A Marsella, ja funcionava cap al 1189, a l'hospital de l'orde.
Les confraries del Sant Esperit assoliren un gran prestigi, i la noblesa i l'alta burgesia tenien com un honor ingressar-hi. En formaren part de la confraria sobirans i nobles, com ara Carles VIII de França, Enric VII d'Anglaterra, Elisabet de York, Maria de Borgonya, Jaume IV d'Escòcia, Maximilià I del Sacre Imperi Romanogermànic o Lluís XII de França; l'últim nom inscrit al registre històric de la confraria és, en 1892, el de Margarida de Savoia, reina d'Itàlia.

### Desenvolupament
Entre les diverses confraries, la més coneguda fou la de Roma, anomenada Arciconfraternita di Santo Spirito. Tenia grans recursos i la protecció directa del Papa. Els pontífexs havien donat a l'orde la facultat de poder fundar confraries arreu, amb els mateixos privilegis que la de Roma, per la qual cosa les confraries del Sant Esperit es multiplicaren arreu on hi havia un hospital de l'orde, sovint instal·lades en esglésies veïnes. Membres de l'orde i rectors s'encarregaven de recórrer els territoris per difondre la tasca de l'orde i aconseguir nous membres i mitjans.
Mentre que l'orde entrà en declivi al segle xvii i, a França, desaparegué abans de la Revolució francesa, moltes confraries, com a associacions laiques i amb una autonomia molt gran respecte a l'orde, es mantingueren en funcionament fent tasques de beneficència fiins al final del segle xix, transformades en associacions pies o congregacions parroquials.
Avui, continuen existint algunes confraries o associacions pies derivades i continuadores de les antigues confraries del Sant Esperit, però ja com a entitats independents i sense vinculació, ja que l'orde fou suprimit entre els segles XVIII i xix. La confraria romana és avui l'Arciconfraternità di Santo Spirito e di San Michele Arcangelo nell'Oratorio della Santissima Annunziata.

## Activitat
El fundador indicà les quatre línies principals de la confraria: la caritat, la cura, l'acollida i l'hospitalitat universal, a tothom que ho necessités, independentment del sexe, raça, classe social o religió.
En el seu origen, els confrares tenien al seu càrrec els nens abandonats, els necessitats i invàlids, malalts i persones amb trastorns mentals, com també ancians sense recursos o famílies en problemes econòmics temporals. També donaven acolliment als pelegrins. Dotaven les noies pobres perquè poguessin casar-se i ensenyaven oficis i primeres lletres als nens orfes, per tal que poguessin inserir-se millor a la societat. Sobretot, mantenien hospicis i hospitals arreu d'Europa: al segle xv eren ja més d'un millar.
A canvi, la confraria tenia privilegis concedits per diferents papes, com ara: indulgències, benediccions papals, participació en els privilegis de les estacions de Roma o dels llocs sants de pelegrinatge o la possibilitat de triar confessor amb capacitat d'absoldre d'alguns casos reservats a bisbes o al papa (només un cop a la vida, però). Periòdicament, la confraria feia actes religiosos per als seus membres, com exercicis espirituals, processons o misses pels difunts, a més d'àpats de germanor al dia de la Pentecosta, on se celebrava el patronatge del Sant Esperit.